# Puchar Świata w biathlonie 1998/1999
Puchar Świata w biathlonie 1998/1999 jest 22 sezonem w historii tej dyscypliny sportu. Pierwsze zawody odbyły się 11 grudnia 1998 r. w austriackim Hochfilzen, zaś sezon zakończył się 14 marca 1999 w norweskim Holmenkollen. Najważniejszą imprezą sezonu były mistrzostwa świata w Kontiolahti.
Klasyfikację generalna pań po raz trzeci w karierze wygrała Szwedka Magdalena Forsberg, która zgromadziła 478 punktów. Druga w klasyfikacji Ukrainka Ołena Zubryłowa zdobyła 467 punkty, a trzecia Niemka Uschi Disl 420. Forsberg triumfowała również w klasyfikacji sprintu. Bieg indywidualny wygrała Uschi Disl, a w biegu pościgowym i masowym Ołena Zubryłowa. W sztafecie i w Pucharze Narodów najlepsze były Niemki.
Wśród panów zwycięstwo odniósł Sven Fischer. Niemiec zgromadził 443 punkty i wyprzedził drugiego w klasyfikacji Norwega Ole Einar Bjørndalena o 46 punkty, oraz o 53 swojego rodaka Franka Lucka. Fischer wygrał także klasyfikację sprintu i biegu masowego. W biegu indywidualnym najlepszy okazał się Rosjanin Pawieł Rostowcew. W biegu pościgowym zwyciężył Raphaël Poirée. W sztafecie oraz w Pucharze Narodów najlepsi byli Niemcy.

## Kalendarz
- Hochfilzen – 11 - 13 grudnia 1998
- Osrblie – 16 - 20 grudnia 1998
- Oberhof – 8 - 10 stycznia 1999
- Ruhpolding – 13 - 17 stycznia 1999
- Anterselva – 22 - 24 stycznia 1999
- Lahti – 12 - 14 lutego 1999 (Mistrzostwa świata)
- Lake Placid – 26 - 28 lutego 1999
- Valcartier – 4 - 6 marca 1999
- Holmenkollen – 11-14 marca 1999 (Biegi indywidualne i masowe zaliczane do mistrzostw świata)

## Mężczyźni

### Wyniki
| 1. Hochfilzen, 11.12.1998 – 13.12.1998 | 1. Hochfilzen, 11.12.1998 – 13.12.1998 | 1. Hochfilzen, 11.12.1998 – 13.12.1998 | 1. Hochfilzen, 11.12.1998 – 13.12.1998 | 1. Hochfilzen, 11.12.1998 – 13.12.1998 |
| Data                                   | Konkurencja                            | miejsce                                | miejsce                                | miejsce                                |
| -------------------------------------- | -------------------------------------- | -------------------------------------- | -------------------------------------- | -------------------------------------- |
| 11 grudnia 1998                        | Sprint (10 km)                         | Ole Einar Bjørndalen                   | Raphaël Poirée                         | Pawieł Rostowcew                       |
| 12 grudnia 1998                        | Bieg na dochodzenie (12,5 km)          | Raphaël Poirée                         | Ole Einar Bjørndalen                   | Sven Fischer                           |
| 13 grudnia 1998                        | Bieg indywidualny (20 km)              | Aleh Ryżenkau                          | Ole Einar Bjørndalen                   | Ivan Masařík                           |

| 2. Osrblie, 16.12.1998 – 20.12.1998 | 2. Osrblie, 16.12.1998 – 20.12.1998 | 2. Osrblie, 16.12.1998 – 20.12.1998                          | 2. Osrblie, 16.12.1998 – 20.12.1998                                           | 2. Osrblie, 16.12.1998 – 20.12.1998                                               |
| Data                                | Konkurencja                         | miejsce                                                      | miejsce                                                                       | miejsce                                                                           |
| ----------------------------------- | ----------------------------------- | ------------------------------------------------------------ | ----------------------------------------------------------------------------- | --------------------------------------------------------------------------------- |
| 16 grudnia 1998                     | Bieg indywidualny (20 km)           | Pawieł Rostowcew                                             | Vesa Hietalahti                                                               | René Cattarinussi                                                                 |
| 18 grudnia 1998                     | Sztafeta (4 × 7,5 km)               | Niemcy Ricco Groß · Peter Sendel · Sven Fischer · Frank Luck | Białoruś Alaksiej Ajdarau · Іwan Piestieriew · Wadim Saszurin · Aleh Ryżenkau | Norwegia Halvard Hanevold · Egil Gjelland · Dag Bjørndalen · Ole Einar Bjørndalen |
| 19 grudnia 1998                     | Sprint (10 km)                      | Sven Fischer                                                 | Oļegs Maļuhins                                                                | Raphaël Poirée                                                                    |
| 20 grudnia 1998                     | Bieg na dochodzenie (12,5 km)       | Sven Fischer                                                 | Raphaël Poirée                                                                | Pawieł Rostowcew                                                                  |

| 3. Oberhof, 8.01.1999 – 10.01.1999 | 3. Oberhof, 8.01.1999 – 10.01.1999 | 3. Oberhof, 8.01.1999 – 10.01.1999                           | 3. Oberhof, 8.01.1999 – 10.01.1999                                              | 3. Oberhof, 8.01.1999 – 10.01.1999                                            |
| Data                               | Konkurencja                        | miejsce                                                      | miejsce                                                                         | miejsce                                                                       |
| ---------------------------------- | ---------------------------------- | ------------------------------------------------------------ | ------------------------------------------------------------------------------- | ----------------------------------------------------------------------------- |
| 8 stycznia 1999                    | Sprint (10 km)                     | Władimir Draczow                                             | Ole Einar Bjørndalen                                                            | Ricco Groß                                                                    |
| 9 stycznia 1999                    | Bieg na dochodzenie (12,5 km)      | Ole Einar Bjørndalen                                         | Ricco Groß                                                                      | Frank Luck                                                                    |
| 10 stycznia 1999                   | Sztafeta (4 × 7,5 km)              | Niemcy Ricco Groß · Peter Sendel · Sven Fischer · Frank Luck | Rosja Siergiej Rożkow · Władimir Draczow · Wiaczesław Kunajew · Wiktor Majgurow | Norwegia Egil Gjelland · Sylfest Glimsdal · Frode Andresen · Halvard Hanevold |

| 4. Ruhpolding, 13.01.1999 – 17.01.1999 | 4. Ruhpolding, 13.01.1999 – 17.01.1999 | 4. Ruhpolding, 13.01.1999 – 17.01.1999                       | 4. Ruhpolding, 13.01.1999 – 17.01.1999                                        | 4. Ruhpolding, 13.01.1999 – 17.01.1999                                          |
| Data                                   | Konkurencja                            | miejsce                                                      | miejsce                                                                       | miejsce                                                                         |
| -------------------------------------- | -------------------------------------- | ------------------------------------------------------------ | ----------------------------------------------------------------------------- | ------------------------------------------------------------------------------- |
| 13 stycznia 1999                       | Bieg masowy (15 km)                    | Raphaël Poirée                                               | Frank Luck                                                                    | Siergiej Rożkow                                                                 |
| 14 stycznia 1999                       | Sztafeta (4 × 7,5 km)                  | Niemcy Ricco Groß · Peter Sendel · Sven Fischer · Frank Luck | Rosja Wiktor Majgurow · Władimir Draczow · Siergiej Rożkow · Pawieł Rostowcew | Finlandia Ville Räikkönen · Vesa Hietalahti · Mikko Uusipaikka · Paavo Puurunen |
| 16 stycznia 1999                       | Sprint (10 km)                         | Alaksiej Ajdarau                                             | Sylfest Glimsdal                                                              | Fredrik Kuoppa                                                                  |
| 17 stycznia 1999                       | Bieg na dochodzenie (12,5 km)          | Raphaël Poirée                                               | Ricco Groß                                                                    | Sven Fischer                                                                    |

| 5. Anterselva, 22.01.1999 – 24.01.1999 | 5. Anterselva, 22.01.1999 – 24.01.1999 | 5. Anterselva, 22.01.1999 – 24.01.1999                       | 5. Anterselva, 22.01.1999 – 24.01.1999                                              | 5. Anterselva, 22.01.1999 – 24.01.1999                                            |
| Data                                   | Konkurencja                            | miejsce                                                      | miejsce                                                                             | miejsce                                                                           |
| -------------------------------------- | -------------------------------------- | ------------------------------------------------------------ | ----------------------------------------------------------------------------------- | --------------------------------------------------------------------------------- |
| 22 stycznia 1999                       | Sprint (10 km)                         | René Cattarinussi                                            | Frank Luck                                                                          | Ricco Groß                                                                        |
| 23 stycznia 1999                       | Bieg na dochodzenie (12,5 km)          | Ole Einar Bjørndalen                                         | Carsten Heymann                                                                     | Halvard Hanevold                                                                  |
| 24 stycznia 1999                       | Sztafeta (4 × 7,5 km)                  | Niemcy Ricco Groß · Peter Sendel · Sven Fischer · Frank Luck | Włochy René Cattarinussi · Patrick Favre · Wilfried Pallhuber · Pieralberto Carrara | Norwegia Halvard Hanevold · Dag Bjørndalen · Egil Gjelland · Ole Einar Bjørndalen |

| Mistrzostwa świata Lahti, 12.02.1999 - 14.02.1999 | Mistrzostwa świata Lahti, 12.02.1999 - 14.02.1999 | Mistrzostwa świata Lahti, 12.02.1999 - 14.02.1999                         | Mistrzostwa świata Lahti, 12.02.1999 - 14.02.1999                             | Mistrzostwa świata Lahti, 12.02.1999 - 14.02.1999                                  |
| Data                                              | Konkurencja                                       | miejsce                                                                   | miejsce                                                                       | miejsce                                                                            |
| ------------------------------------------------- | ------------------------------------------------- | ------------------------------------------------------------------------- | ----------------------------------------------------------------------------- | ---------------------------------------------------------------------------------- |
| 12 lutego 1999                                    | Sprint (10 km)                                    | Frank Luck                                                                | Patrick Favre                                                                 | Frode Andresen                                                                     |
| 13 lutego 1999                                    | Bieg na dochodzenie (12,5 km)                     | Ricco Groß                                                                | Frank Luck                                                                    | Sven Fischer                                                                       |
| 14 lutego 1999                                    | Sztafeta (4 × 7,5 km)                             | Białoruś Alaksiej Ajdarau · Petr Iwaszko · Wadim Saszurin · Aleh Ryżenkau | Rosja Wiktor Majgurow · Władimir Draczow · Siergiej Rożkow · Pawieł Rostowcew | Norwegia Halvard Hanevold · Dag Bjørndalen · Frode Andresen · Ole Einar Bjørndalen |

| 6. Lake Placid, 26.02.1999 - 28.02.1999 | 6. Lake Placid, 26.02.1999 - 28.02.1999 | 6. Lake Placid, 26.02.1999 - 28.02.1999                                       | 6. Lake Placid, 26.02.1999 - 28.02.1999                      | 6. Lake Placid, 26.02.1999 - 28.02.1999                                        |
| Data                                    | Konkurencja                             | miejsce                                                                       | miejsce                                                      | miejsce                                                                        |
| --------------------------------------- | --------------------------------------- | ----------------------------------------------------------------------------- | ------------------------------------------------------------ | ------------------------------------------------------------------------------ |
| 26 marca 1999                           | Sprint (10 km)                          | Sven Fischer                                                                  | René Cattarinussi                                            | Jan Wüstenfeld                                                                 |
| 27 marca 1999                           | Bieg na dochodzenie (12,5 km)           | Raphaël Poirée                                                                | Peter Sendel                                                 | Sven Fischer                                                                   |
| 28 marca 1999                           | Sztafeta (4 × 7,5 km)                   | Rosja Wiktor Majgurow · Władimir Draczow · Siergiej Rożkow · Pawieł Rostowcew | Niemcy Frank Luck · Ricco Groß · Peter Sendel · Sven Fischer | Norwegia Frode Andresen · Dag Bjørndalen · Sylfest Glimsdal · Halvard Hanevold |

| 7. Valcartier, 4.03.1999 - 6.03.1999 | 7. Valcartier, 4.03.1999 - 6.03.1999 | 7. Valcartier, 4.03.1999 - 6.03.1999 | 7. Valcartier, 4.03.1999 - 6.03.1999 | 7. Valcartier, 4.03.1999 - 6.03.1999 |
| Data                                 | Konkurencja                          | miejsce                              | miejsce                              | miejsce                              |
| ------------------------------------ | ------------------------------------ | ------------------------------------ | ------------------------------------ | ------------------------------------ |
| 4 marca 1999                         | Sprint (10 km)                       | Oļegs Maļuhins                       | Ole Einar Bjørndalen                 | Frode Andresen                       |
| 6 marca 1999                         | Bieg na dochodzenie (12,5 km)        | Frode Andresen                       | Halvard Hanevold                     | Sven Fischer                         |

| 8. Holmenkollen, 11.03.1999 - 14.03.1999 | 8. Holmenkollen, 11.03.1999 - 14.03.1999 | 8. Holmenkollen, 11.03.1999 - 14.03.1999 | 8. Holmenkollen, 11.03.1999 - 14.03.1999 | 8. Holmenkollen, 11.03.1999 - 14.03.1999 |
| Data                                     | Konkurencja                              | miejsce                                  | miejsce                                  | miejsce                                  |
| ---------------------------------------- | ---------------------------------------- | ---------------------------------------- | ---------------------------------------- | ---------------------------------------- |
| 11 marca 1999                            | Bieg indywidualny (20 km) MŚ             | Sven Fischer                             | Ricco Groß                               | Wadim Saszurin                           |
| 12 marca 1999                            | Sprint (10 km)                           | Halvard Hanevold                         | Sven Fischer                             | Andrij Deryzemla                         |
| 13 marca 1999                            | Bieg masowy (15 km) MŚ                   | Sven Fischer                             | Władimir Draczow                         | Ole Einar Bjørndalen                     |
| 14 marca 1999                            | Bieg na dochodzenie (12,5 km)            | Frank Luck                               | Raphaël Poirée                           | Ricco Groß                               |

### Klasyfikacje
| Miejsce | Zawodnik             | Punkty |
| ------- | -------------------- | ------ |
| 1       | Sven Fischer         | 443    |
| 2       | Ole Einar Bjørndalen | 397    |
| 3       | Frank Luck           | 390    |
| 4       | Ricco Groß           | 367    |
| 5       | Raphaël Poirée       | 365    |
| 6       | Pawieł Rostowcew     | 330    |
| 7       | Halvard Hanevold     | 322    |
| 8       | Wadim Saszurin       | 303    |
| 9       | Peter Sendel         | 291    |
| 10      | René Cattarinussi    | 290    |

| Miejsce | Zawodnik         | Punkty |
| ------- | ---------------- | ------ |
| 11      | Frode Andresen   | 260    |
| 12      | Alaksiej Ajdarau | 238    |
| 13      | Władimir Draczow | 237    |
| 14      | Aleh Ryżenkau    | 218    |
| 15      | Vesa Hietalahti  | 192    |
| 16      | Oļegs Maļuhins   | 191    |
| 17      | Ludwig Gredler   | 178    |
| 18      | Sylfest Glimsdal | 173    |
| 19      | Siergiej Rożkow  | 168    |
| 20      | Wolfgang Perner  | 159    |

| Miejsce | Zawodnik             | Punkty |
| ------- | -------------------- | ------ |
| 1       | Pawieł Rostowcew     | 62     |
| 2       | Sven Fischer         | 62     |
| 3       | Aleh Ryżenkau        | 61     |
| 4       | Ole Einar Bjørndalen | 48     |
| 5       | Vesa Hietalahti      | 43     |
| 6       | René Cattarinussi    | 42     |
| 7       | Siergiej Rożkow      | 39     |
| 8       | Ivan Masařík         | 37     |
| 9       | Frank Luck           | 37     |
| 10      | Ricco Groß           | 35     |

| Miejsce | Zawodnik             | Punkty |
| ------- | -------------------- | ------ |
| 1       | Sven Fischer         | 170    |
| 2       | Frank Luck           | 161    |
| 3       | Halvard Hanevold     | 151    |
| 4       | Ricco Groß           | 137    |
| 5       | Frode Andresen       | 133    |
| 6       | Ole Einar Bjørndalen | 130    |
| 7       | Wadim Saszurin       | 128    |
| 8       | Pawieł Rostowcew     | 123    |
| 9       | Oļegs Maļuhins       | 113    |
| 10      | René Cattarinussi    | 112    |

| Miejsce | Zawodnik             | Punkty |
| ------- | -------------------- | ------ |
| 1       | Raphaël Poirée       | 185    |
| 2       | Sven Fischer         | 184    |
| 3       | Ole Einar Bjørndalen | 174    |
| 4       | Frank Luck           | 174    |
| 5       | Ricco Groß           | 168    |
| 6       | Pawieł Rostowcew     | 140    |
| 7       | Halvard Hanevold     | 136    |
| 8       | Peter Sendel         | 135    |
| 9       | Wadim Saszurin       | 135    |
| 10      | René Cattarinussi    | 120    |

| Miejsce | Zawodnik             | Punkty |
| ------- | -------------------- | ------ |
| 1       | Sven Fischer         | 48     |
| 2       | Raphaël Poirée       | 47     |
| 3       | Ole Einar Bjørndalen | 45     |
| 4       | Władimir Draczow     | 41     |
| 5       | Ricco Groß           | 38     |
| 6       | Frank Luck           | 32     |
| 7       | Dag Bjørndalen       | 27     |
| 8       | Peter Sendel         | 26     |
| 9       | Siergiej Rożkow      | 24     |
| 10      | Frode Andresen       | 24     |

| Miejsce | Reprezentacja | Punkty |
| ------- | ------------- | ------ |
| 1       | Niemcy        | 146    |
| 2       | Rosja         | 129    |
| 3       | Norwegia      | 120    |
| 4       | Białoruś      | 115    |
| 5       | Finlandia     | 104    |
| 6       | Francja       | 102    |
| 7       | Słowenia      | 96     |
| 8       | Włochy        | 93     |
| 9       | Polska        | 83     |
| 10      | Łotwa         | 77     |

| Miejsce | Reprezentacja | Punkty |
| ------- | ------------- | ------ |
| 1       | Niemcy        | 3626   |
| 2       | Norwegia      | 3505   |
| 3       | Rosja         | 3474   |
| 4       | Białoruś      | 3361   |
| 5       | Włochy        | 3237   |
| 6       | Austria       | 3166   |
| 7       | Francja       | 3095   |
| 8       | Finlandia     | 3098   |
| 9       | Łotwa         | 2997   |
| 10      | Czechy        | 2771   |

## Kobiety

### Wyniki
| 1. Hochfilzen, 11.12.1998 – 13.12.1998 | 1. Hochfilzen, 11.12.1998 – 13.12.1998 | 1. Hochfilzen, 11.12.1998 – 13.12.1998 | 1. Hochfilzen, 11.12.1998 – 13.12.1998 | 1. Hochfilzen, 11.12.1998 – 13.12.1998 |
| Data                                   | Konkurencja                            | miejsce                                | miejsce                                | miejsce                                |
| -------------------------------------- | -------------------------------------- | -------------------------------------- | -------------------------------------- | -------------------------------------- |
| 11 grudnia 1998                        | Sprint (7,5 km)                        | Magdalena Forsberg                     | Corinne Niogret                        | Galina Kuklewa                         |
| 12 grudnia 1998                        | Bieg na dochodzenie (10 km)            | Magdalena Forsberg                     | Corinne Niogret                        | Simone Greiner-Petter-Memm             |
| 13 grudnia 1998                        | Bieg indywidualny (15 km)              | Uschi Disl                             | Magdalena Forsberg                     | Corinne Niogret                        |

| 2. Osrblie, 16.12.1998 – 20.12.1998 | 2. Osrblie, 16.12.1998 – 20.12.1998 | 2. Osrblie, 16.12.1998 – 20.12.1998                                            | 2. Osrblie, 16.12.1998 – 20.12.1998                                                        | 2. Osrblie, 16.12.1998 – 20.12.1998                                  |
| Data                                | Konkurencja                         | miejsce                                                                        | miejsce                                                                                    | miejsce                                                              |
| ----------------------------------- | ----------------------------------- | ------------------------------------------------------------------------------ | ------------------------------------------------------------------------------------------ | -------------------------------------------------------------------- |
| 16 grudnia 1998                     | Bieg indywidualny (15 km)           | Uschi Disl                                                                     | Albina Achatowa                                                                            | Magdalena Forsberg                                                   |
| 18 grudnia 1998                     | Sztafeta (4 × 6 km)                 | Niemcy Uschi Disl · Simone Greiner-Petter-Memm · Katrin Apel · Martina Zellner | Białoruś Iryna Tananajko · Swiatłana Paramyhina · Natalla Murszczakina · Natalia Ryżenkowa | Rosja Anna Wołkowa · Galina Kuklewa · Olga Romaśko · Albina Achatowa |
| 19 grudnia 1998                     | Sprint (7,5 km)                     | Simone Greiner-Petter-Memm                                                     | Uschi Disl                                                                                 | Liv Grete Skjelbreid                                                 |
| 20 grudnia 1998                     | Bieg na dochodzenie (10 km)         | Uschi Disl                                                                     | Simone Greiner-Petter-Memm                                                                 | Katrin Apel                                                          |

| 3. Oberhof, 8.01.1999 – 10.01.1999 | 3. Oberhof, 8.01.1999 – 10.01.1999 | 3. Oberhof, 8.01.1999 – 10.01.1999                                               | 3. Oberhof, 8.01.1999 – 10.01.1999                                      | 3. Oberhof, 8.01.1999 – 10.01.1999                                          |
| Data                               | Konkurencja                        | miejsce                                                                          | miejsce                                                                 | miejsce                                                                     |
| ---------------------------------- | ---------------------------------- | -------------------------------------------------------------------------------- | ----------------------------------------------------------------------- | --------------------------------------------------------------------------- |
| 8 stycznia 1999                    | Sprint (7,5 km)                    | Liv Grete Skjelbreid                                                             | Ołena Zubryłowa                                                         | Nadieżda Tałanowa                                                           |
| 9 stycznia 1999                    | Bieg na dochodzenie (10 km)        | Liv Grete Skjelbreid                                                             | Ołena Zubryłowa                                                         | Magdalena Forsberg                                                          |
| 10 stycznia 1999                   | Sztafeta (4 × 6 km)                | Niemcy Uschi Disl · Simone Greiner-Petter-Memm · Andrea Henkel · Martina Zellner | Rosja Anna Wołkowa · Olga Romaśko · Albina Achatowa · Nadieżda Tałanowa | Francja Delphyne Burlet · Emmanuelle Claret · Anne Briand · Corinne Niogret |

| 4. Ruhpolding, 13.01.1999 – 17.01.1999 | 4. Ruhpolding, 13.01.1999 – 17.01.1999 | 4. Ruhpolding, 13.01.1999 – 17.01.1999                                      | 4. Ruhpolding, 13.01.1999 – 17.01.1999                                         | 4. Ruhpolding, 13.01.1999 – 17.01.1999                                        |
| Data                                   | Konkurencja                            | miejsce                                                                     | miejsce                                                                        | miejsce                                                                       |
| -------------------------------------- | -------------------------------------- | --------------------------------------------------------------------------- | ------------------------------------------------------------------------------ | ----------------------------------------------------------------------------- |
| 13 stycznia 1999                       | Bieg masowy (12,5 km)                  | Uschi Disl                                                                  | Ołena Zubryłowa                                                                | Corinne Niogret                                                               |
| 14 stycznia 1999                       | Sztafeta (4 × 6 km)                    | Ukraina Ołena Zubryłowa · Ołena Petrowa · Nina Łemesz · Tetiana Wodopjanowa | Niemcy Uschi Disl · Katrin Apel · Simone Greiner-Petter-Memm · Martina Zellner | Rosja Anna Wołkowa · Nadieżda Tałanowa · Swietłana Iszmuratowa · Olga Romaśko |
| 16 stycznia 1999                       | Sprint (7,5 km)                        | Ołena Zubryłowa                                                             | Corinne Niogret                                                                | Gro Marit Istad                                                               |
| 17 stycznia 1999                       | Bieg na dochodzenie (10 km)            | Ołena Zubryłowa                                                             | Corinne Niogret                                                                | Magdalena Forsberg                                                            |

| 5. Anterselva, 22.01.1999 – 24.01.1999 | 5. Anterselva, 22.01.1999 – 24.01.1999 | 5. Anterselva, 22.01.1999 – 24.01.1999                                        | 5. Anterselva, 22.01.1999 – 24.01.1999                       | 5. Anterselva, 22.01.1999 – 24.01.1999                                           |
| Data                                   | Konkurencja                            | miejsce                                                                       | miejsce                                                      | miejsce                                                                          |
| -------------------------------------- | -------------------------------------- | ----------------------------------------------------------------------------- | ------------------------------------------------------------ | -------------------------------------------------------------------------------- |
| 22 stycznia 1999                       | Sprint (7,5 km)                        | Corinne Niogret                                                               | Magdalena Forsberg                                           | Ołena Petrowa                                                                    |
| 23 stycznia 1999                       | Bieg na dochodzenie (10 km)            | Corinne Niogret                                                               | Magdalena Forsberg                                           | Ołena Petrowa                                                                    |
| 24 stycznia 1999                       | Sztafeta (4 × 6 km)                    | Rosja Albina Achatowa · Anna Wołkowa · Swietłana Iszmuratowa · Galina Kuklewa | Niemcy Uschi Disl · Katrin Apel · Andrea Henkel · Katja Beer | Francja Florence Baverel · Christelle Gros · Emmanuelle Claret · Corinne Niogret |

| Mistrzostwa świata Lahti, 12.02.1999 - 14.02.1999 | Mistrzostwa świata Lahti, 12.02.1999 - 14.02.1999 | Mistrzostwa świata Lahti, 12.02.1999 - 14.02.1999                              | Mistrzostwa świata Lahti, 12.02.1999 - 14.02.1999                         | Mistrzostwa świata Lahti, 12.02.1999 - 14.02.1999                              |
| Data                                              | Konkurencja                                       | miejsce                                                                        | miejsce                                                                   | miejsce                                                                        |
| ------------------------------------------------- | ------------------------------------------------- | ------------------------------------------------------------------------------ | ------------------------------------------------------------------------- | ------------------------------------------------------------------------------ |
| 12 stycznia 1999                                  | Sprint (7,5 km)                                   | Martina Zellner                                                                | Magdalena Forsberg                                                        | Ołena Zubryłowa                                                                |
| 13 stycznia 1999                                  | Bieg na dochodzenie (10 km)                       | Ołena Zubryłowa                                                                | Martina Schwarzbacherová                                                  | Martina Zellner                                                                |
| 14 stycznia 1999                                  | Sztafeta (4 × 6 km)                               | Niemcy Uschi Disl · Simone Greiner-Petter-Memm · Katrin Apel · Martina Zellner | Rosja Nadieżda Tałanowa · Galina Kuklewa · Olga Romaśko · Albina Achatowa | Francja Delphyne Burlet · Florence Baverel · Christelle Gros · Corinne Niogret |

| 6. Lake Placid, 26.02.1999 - 28.02.1999 | 6. Lake Placid, 26.02.1999 - 28.02.1999 | 6. Lake Placid, 26.02.1999 - 28.02.1999                                                        | 6. Lake Placid, 26.02.1999 - 28.02.1999                                   | 6. Lake Placid, 26.02.1999 - 28.02.1999                                 |
| Data                                    | Konkurencja                             | miejsce                                                                                        | miejsce                                                                   | miejsce                                                                 |
| --------------------------------------- | --------------------------------------- | ---------------------------------------------------------------------------------------------- | ------------------------------------------------------------------------- | ----------------------------------------------------------------------- |
| 25 lutego 1999                          | Sprint (7,5 km)                         | Magdalena Forsberg                                                                             | Ołena Zubryłowa                                                           | Martina Schwarzbacherová                                                |
| 27 lutego 1999                          | Bieg na dochodzenie (10 km)             | Ołena Zubryłowa                                                                                | Magdalena Forsberg                                                        | Uschi Disl                                                              |
| 28 lutego 1999                          | Sztafeta (4 × 6 km)                     | Norwegia Ann-Elen Skjelbreid · Gro Marit Istad · Liv Grete Skjelbreid · Gunn Margit Andreassen | Ukraina Tetiana Rud · Ołena Petrowa · Oksana Chwostenko · Ołena Zubryłowa | Finlandia Katja Holanti · Outi Kettunen · Annukka Mallat · Eija Salonen |

| 7. Valcartier, 4.03.1999 - 6.03.1999 | 7. Valcartier, 4.03.1999 - 6.03.1999 | 7. Valcartier, 4.03.1999 - 6.03.1999 | 7. Valcartier, 4.03.1999 - 6.03.1999 | 7. Valcartier, 4.03.1999 - 6.03.1999 |
| Data                                 | Konkurencja                          | miejsce                              | miejsce                              | miejsce                              |
| ------------------------------------ | ------------------------------------ | ------------------------------------ | ------------------------------------ | ------------------------------------ |
| 19 lutego 1999                       | Sprint (7,5 km)                      | Liv Grete Skjelbreid                 | Katrin Apel                          | Magdalena Forsberg                   |
| 20 lutego 1999                       | Bieg na dochodzenie (10 km)          | Magdalena Forsberg                   | Ołena Zubryłowa                      | Martina Schwarzbacherová             |

| 8. Holmenkollen, 11.03.1999 - 14.03.1999 | 8. Holmenkollen, 11.03.1999 - 14.03.1999 | 8. Holmenkollen, 11.03.1999 - 14.03.1999 | 8. Holmenkollen, 11.03.1999 - 14.03.1999 | 8. Holmenkollen, 11.03.1999 - 14.03.1999 |
| Data                                     | Konkurencja                              | miejsce                                  | miejsce                                  | miejsce                                  |
| ---------------------------------------- | ---------------------------------------- | ---------------------------------------- | ---------------------------------------- | ---------------------------------------- |
| 11 marca 1999                            | Bieg indywidualny (15 km) MŚ             | Ołena Zubryłowa                          | Corinne Niogret                          | Albina Achatowa                          |
| 12 marca 1999                            | Sprint (7,5 km)                          | Ołena Zubryłowa                          | Ann-Elen Skjelbreid                      | Ołena Petrowa                            |
| 13 stycznia 1999                         | Bieg masowy (12,5 km) MŚ                 | Ołena Zubryłowa                          | Ołena Petrowa                            | Magdalena Forsberg                       |
| 14 marca 1999                            | Bieg na dochodzenie (10 km)              | Ołena Zubryłowa                          | Ann-Elen Skjelbreid                      | Ołena Petrowa                            |

### Klasyfikacje
| Miejsce | Zawodniczka          | Punkty |
| ------- | -------------------- | ------ |
| 1       | Magdalena Forsberg   | 478    |
| 2       | Ołena Zubryłowa      | 467    |
| 3       | Uschi Disl           | 420    |
| 4       | Corinne Niogret      | 375    |
| 5       | Liv Grete Skjelbreid | 313    |
| 6       | Martina Zellner      | 302    |
| 7       | Ołena Petrowa        | 288    |
| 8       | Katrin Apel          | 288    |
| 9       | Albina Achatowa      | 275    |
| 10      | Ann-Elen Skjelbreid  | 258    |

| Miejsce | Zawodnik                   | Punkty |
| ------- | -------------------------- | ------ |
| 11      | Ekaterina Dafowska         | 236    |
| 12      | Gro Marit Istad            | 217    |
| 13      | Simone Greiner-Petter-Memm | 214    |
| 14      | Andrea Henkel              | 188    |
| 15      | Martina Schwarzbacherová   | 180    |
| 16      | Andreja Grasič             | 177    |
| 17      | Nina Łemesz                | 159    |
| 18      | Eva Háková                 | 155    |
| 19      | Swietłana Iszmuratowa      | 151    |
| 20      | Galina Kuklewa             | 148    |

| Miejsce | Zawodniczka                | Punkty |
| ------- | -------------------------- | ------ |
| 1       | Uschi Disl                 | 77     |
| 2       | Magdalena Forsberg         | 70     |
| 3       | Albina Achatowa            | 50     |
| 4       | Corinne Niogret            | 50     |
| 5       | Martina Zellner            | 43     |
| 6       | Ołena Zubryłowa            | 42     |
| 7       | Simone Greiner-Petter-Memm | 42     |
| 8       | Yu Shumei                  | 35     |
| 9       | Swiatłana Paramyhina       | 35     |
| 10      | Outi Kettunen              | 33     |

| Miejsce | Zawodniczka          | Punkty |
| ------- | -------------------- | ------ |
| 1       | Magdalena Forsberg   | 193    |
| 2       | Ołena Zubryłowa      | 180    |
| 3       | Liv Grete Skjelbreid | 157    |
| 4       | Corinne Niogret      | 148    |
| 5       | Uschi Disl           | 134    |
| 6       | Martina Zellner      | 113    |
| 7       | Ołena Petrowa        | 111    |
| 8       | Katrin Apel          | 110    |
| 9       | Ann-Elen Skjelbreid  | 105    |
| 10      | Ekaterina Dafowska   | 88     |

| Miejsce | Zawodniczka          | Punkty |
| ------- | -------------------- | ------ |
| 1       | Ołena Zubryłowa      | 208    |
| 2       | Magdalena Forsberg   | 203    |
| 3       | Uschi Disl           | 171    |
| 4       | Corinne Niogret      | 146    |
| 5       | Ołena Petrowa        | 129    |
| 6       | Katrin Apel          | 126    |
| 7       | Liv Grete Skjelbreid | 121    |
| 8       | Martina Zellner      | 118    |
| 9       | Albina Achatowa      | 117    |
| 10      | Ann-Elen Skjelbreid  | 112    |

| Miejsce | Zawodniczka         | Punkty |
| ------- | ------------------- | ------ |
| 1       | Ołena Zubryłowa     | 56     |
| 2       | Uschi Disl          | 49     |
| 3       | Magdalena Forsberg  | 45     |
| 4       | Katrin Apel         | 32     |
| 5       | Corinne Niogret     | 31     |
| 6       | Gro Marit Istad     | 31     |
| 7       | Ann-Elen Skjelbreid | 30     |
| 8       | Martina Zellner     | 30     |
| 9       | Ołena Petrowa       | 26     |
| 10      | Galina Kuklewa      | 26     |

| Miejsce | Reprezentacja | Punkty |
| ------- | ------------- | ------ |
| 1       | Niemcy        | 142    |
| 2       | Rosja         | 130    |
| 3       | Ukraina       | 120    |
| 4       | Francja       | 114    |
| 5       | Norwegia      | 110    |
| 6       | Czechy        | 95     |
| 7       | Białoruś      | 78     |
| 8       | Bułgaria      | 77     |
| 9       | Polska        | 69     |
| 10      | Finlandia     | 66     |

| Miejsce | Reprezentacja | Punkty |
| ------- | ------------- | ------ |
| 1       | Niemcy        | 3568   |
| 2       | Rosja         | 3439   |
| 3       | Ukraina       | 3402   |
| 4       | Norwegia      | 3364   |
| 5       | Francja       | 3297   |
| 6       | Czechy        | 3026   |
| 7       | Finlandia     | 2997   |
| 8       | Białoruś      | 2744   |
| 9       | Słowacja      | 2715   |
| 10      | Słowenia      | 2690   |

## Wyniki Polaków

### Indywidualnie
(do uzupełnienia)

### Drużynowo
(do uzupełnienia)